# Tassi Géza
Tassi Géza (1925. december 4. – 2021. március 16.), építőmérnök, a BME Építőmérnöki Kar Vasbetonszerkezetek Tanszéke (későbbi nevén Hidak és Szerkezetek Tanszéke) egyetemi tanára.

## Pályája
1957-ben szerezte meg az MTA kandidátusi, 1976-ban pedig a doktori fokozatát. 1962-ben kapott egyetemi docensi, 1977-ben pedig egyetemi tanári kinevezést. Alapító tagja volt a negyven éven át önálló oktatási egységként működő Vasbetonszerkezetek Tanszékének, melyen belül a feszítettbeton szerkezetek tervezésével és alkalmazásaival foglalkozó tantárgyaknak kidolgozója és előadója is volt. Nyugdíjazásáig vezette az Építőipari Laboratórium vasbeton részlegét. Sok hazai és nemzetközi elismerésben részesült, de főleg sok tanítványa sikeres pályakezdését segítette.
Publikációinak száma 250, az egyetemi oktatáson kívül mintegy 110 szakmai-tudományos előadást tartott.
Évtizedeken át volt a Vasbetonépítés és a Concrete Structures folyóiratok igen aktív szerkesztője, megannyi szakmai méltatás és nekrológ invenciózus szerzője.
Óriási aktivitással vett részt nemzetközi szervezetek munkájában is: előbb a FIP (Fédération Internationale de la Précontrainte) és a CEB (Comité Euro-International du Béton), majd az 1998-ban bekövetkezett egyesítést követően a fib (fédération internationale du béton = International Federation of Structural Concrete) keretében.
Külön említést érdemel a 90. születésnapjára készült – a hazai és külföldi pályatársai, tisztelői cikkeit tartalmazó – ünnepi kiadvány, mely Vasbeton cikkgyűjtemény és köszöntések Dr. Tassi Géza egyetemi tanár, a műszaki tudományok doktora születésének 90. évfordulója alkalmára címmel jelent meg; a kiadvány letölthető a http://fib.bme.hu/konyvek/vasbeton_cikkgyujtemeny.pdf címről.
Pályája során számos fiatal mérnököt támogatott szakmai tevékenysége megindításában, továbbfejlesztésében, sok fiatal kutatót vezetett be a nemzetközi tudományos életbe.

## Elismerései
- FIP Medal a FIP 1992. évi kongresszusa alkalmából,
- tiszteletbeli elnöki cím a fib Magyar Tagozat 1998. évi alakuló ülésén,
- Special Award a fib 2002. évi oszakai Kongresszusán,
- Palotás László-díj a fib Magyar Tagozatától 2005-ben.